# Yūka Aisaka
Yūka Aisaka (相坂 優歌 Aisaka Yūka?,  Prefectura de Chiba, Japón, 5 de septiembre de 1990) es una actriz de voz y cantante japonesa, afiliada a Apte Pro.

## Filmografía
| Anime       | Anime                                                | Anime              |
| Año         | Título                                               | Papel              |
| ----------- | ---------------------------------------------------- | ------------------ |
| 2014        | Amagi Brilliant Park                                 | Muse               |
| 2014        | Ore, Twintail ni Narimasu                            | Tail Blue          |
| 2014        | Sakura Trick                                         | Kotone Noda        |
| 2014        | Jinsei                                               | Nanase             |
| 2014        | Seikoku no Dragonar                                  | Orletta Blanc      |
| 2015        | Etotama                                              | Usatan             |
| 2015        | Jōkamachi no Dandelion                               | Hana Satō          |
| 2015        | Rakudai Kishi no Cavalry                             | Kagami Kusakabe    |
| 2016        | Active Raid                                          | Hinata Yamabuki    |
| 2016        | Mayoiga                                              | Masaki             |
| 2017        | Sakurada Reset                                       | Eri Oka            |
| 2017        | Net-juu no Susume                                    | Lilac              |
| 2020        | Magia Record                                         | Mayu Kozue (Ep.2)  |
| Videojuegos |                                                      |                    |
| Año         | Título                                               | Papel              |
| 2015        | Atelier Sophie: The Alchemist of the Mysterious Book | Sophie Neuenmuller |
| 2015        | Chronos Materia                                      | Iris               |
| 2018        | Magia Record                                         | Mayu Kozue         |

## Música
- Interpretó el ending Hikari, Hikari (ひかり、ひかり) de la serie Net-juu no Susume.[6]